# Semiothisa bisignata
Semiothisa bisignata är en fjärilsart som beskrevs av Walker 1866. Semiothisa bisignata ingår i släktet Semiothisa och familjen mätare. Inga underarter finns listade i Catalogue of Life.